# Madhouse (animación)
Madhouse Inc. (株式会社マッドハウス Kabushiki-gaisha Maddohausu?, estilizado como MADHOUSE) es un estudio japonés de animación, fundado a principios de los 70. Su primer trabajo de animación fue Ace o Nerae!, emitido en la televisión japonesa en 1973. También ha creado y producido títulos muy conocidos de animación como Ninja Scroll, Vampire Hunter D: Bloodlust, Trigun, Death Parade, así como producido adaptaciones de reconocidos mangas como Monster, Hunter x Hunter, Death Note, Hajime no Ippo, Parasyte, One Punch-Man, Cardcaptor Sakura o Nana. Madhouse comenzó a producir animación en formato OVA a finales de 1989 y principios de 1990, pero a diferencia de otros estudios fundados en esta época, su fuerte reside en la producción de series para televisión y cine. La productora tiene estrechas relaciones con reputados mangakas como Naoki Urasawa, de quién han adaptado obras como Yawara!, Master Keaton y Monster. También por parte del grupo Clamp; llevando a televisión series como Tokyo Babylon, las dos versiones de X, Cardcaptor Sakura, Chobits y Kobato.

## Historia
En octubre de 1972, debido a una crisis financiera en Mushi Production, varios de sus empleados, incluyendo a Masao Maruyama, Osamu Dezaki, Rintarō, y Yoshiaki Kawajiri, decidieron independizarse y fundaron Madhouse. El núcleo del equipo estuvo compuesto principalmente por los miembros del estudio Shakujii de Mushi Production. Yasuo Oda, quien había trabajado en la gestión de producción en Mushi Production, asumió el cargo de primer presidente de la nueva compañía.
Según Masao Maruyama, el nombre de la compañía, "Madhouse", proviene de una tienda llamada "Matsudo House" que solía estar ubicada en la prefectura de Chiba. Cabe señalar que Madhouse también significa "manicomio" o "hospital psiquiátrico" en inglés, lo que agrega un matiz interesante y peculiar al nombre.
En sus inicios, Madhouse estableció su sede y estudio en un espacio que anteriormente albergaba una bolera, ubicada en el edificio Shiba-Man cerca de la estación Minami-Asagaya de la línea Marunouchi del metro de Tokio (antiguamente conocida como Asagaya Bowl). El diseño del estudio, a cargo de Rintarō, se caracterizaba por ser inusualmente colorido para la industria de la animación, tanto que se decía que parecía un "jardín de infancia". En 2004, la sede se trasladó a Ogikubo, en el distrito de Suginami, Tokio. Posteriormente, en enero de 2010, Madhouse se mudó nuevamente, esta vez al distrito de Nakano, en el área de Honcho, donde se encuentran actualmente sus oficinas y estudio.

## Trabajos

### Series de televisión

#### 1970
| Año  | Título                              | Director(es)   | Fecha de primera transmisión | Fecha de última transmisión | Eps. | Notas | Refs. |
| ---- | ----------------------------------- | -------------- | ---------------------------- | --------------------------- | ---- | --- | ----- |
| 1973 | Ace o Nerae!                        | Osamu Dezaki   | 5 de octubre de 1973         | 29 de marzo de 1974         | 26   | Adaptación del manga escrito e ilustrado por Sumika Yamamoto. Coproducción junto a TMS Entertainment.            | [ 3 ] |
| 1973 | Samurai Giants                      | Tadao Nagahama | 7 de octubre de 1973         | 15 de septiembre de 1974    | 56   | Adaptación del manga escrito por Ikki Kajiwara e ilustrado por Ko Inoue. Coproducción junto a TMS Entertainment. | [ 3 ] |
| 1976 | Manga Sekai Mukashibanashi          | Osamu Dezaki   | 7 de octubre de 1976         | 28 de marzo de 1979         | 127  | Serie antológica basada en cuentos de hadas famosos de todo el mundo.                                            | [ 3 ] |
| 1977 | Ie Naki Ko                          | Osamu Dezaki   | 2 de octubre de 1977         | 1 de octubre de 1978        | 51   | Basada en la novela Sans famille de Hector Malot. Coproducción junto a TMS Entertainment.                        | [ 3 ] |
| 1979 | Animation Kikō: Marco Polo no Bōken | Akio Sugino    | 7 de abril de 1979           | 5 de abril de 1980          | 43   | Documental animado sobre Marco Polo.                                                                             | [ 3 ] |

#### 1980
| Año  | Título                                       | Director(es)  | Fecha de primera transmisión | Fecha de última transmisión | Eps. | Notas                                                       | Refs. |
| ---- | -------------------------------------------- | ------------- | ---------------------------- | --------------------------- | ---- | ----------------------------------------------------------- | ----- |
| 1989 | Easy Cooking Animation: Seishun no Shokutaku | Toshio Hirata | 5 de julio de 1989           | 31 de enero de 1990         | 25   | Historia original.                                          |       |
| 1989 | Yawara!                                      | Hiroko Tokita | 16 de octubre de 1989        | 21 de septiembre de 1992    | 124  | Adaptación del manga escrito e ilustrado por Naoki Urasawa. | [ 3 ] |

#### 1990
| Año  | Título                               | Director(es)               | Fecha de primera transmisión | Fecha de última transmisión | Eps. | Notas                                                                                            | Refs. |
| ---- | ------------------------------------ | -------------------------- | ---------------------------- | --------------------------- | ---- | ------------------------------------------------------------------------------------------------ | ----- |
| 1994 | DNA²                                 | Jun'ichi Sakata            | 7 de octubre de 1994         | 23 de diciembre de 1994     | 12   | Adaptación del manga escrito e ilustrado por Masakazu Katsura. Coproducción junto a Studio Deen. | [ 3 ] |
| 1995 | Azuki-chan                           | Masayuki Kojima            | 4 de abril de 1995           | 17 de marzo de 1998         | 117  | Adaptación del manga escrito por Yasushi Akimoto e ilustrado por Chika Kimura.                   | [ 3 ] |
| 1998 | Bomberman B-Daman Bakugaiden         | Nobuaki Nakanishi          | 7 de febrero de 1998         | 31 de enero de 1999         | 48   | Basada en las franquicias Bomberman y B-Daman.                                                   | [ 3 ] |
| 1998 | Trigun                               | Satoshi Nishimura          | 4 de abril de 1998           | 30 de septiembre de 1998    | 26   | Adaptación del manga escrito e ilustrado por Yasuhiro Nightow.                                   | [ 3 ] |
| 1998 | Cardcaptor Sakura                    | Morio Asaka                | 7 de abril de 1998           | 21 de marzo de 2000         | 70   | Adaptación del manga escrito e ilustrado por CLAMP.                                              | [ 3 ] |
| 1998 | Master Keaton                        | Masayuki Kojima            | 5 de octubre de 1998         | 29 de marzo de 1999         | 24   | Adaptación del manga escrito por Hokusei Katsushika e ilustrado por Naoki Urasawa.               | [ 3 ] |
| 1998 | Super Doll Licca Chan                | Gisaburō Sugii             | 6 de octubre de 1998         | 28 de septiembre de 1999    | 52   | Historia original.                                                                               | [ 3 ] |
| 1999 | Bomberman B-Daman Bakugaiden Victory | Nobuaki Nakanishi          | 7 de febrero de 1999         | 30 de enero de 2000         | 50   | Secuela de Bomberman B-Daman Bakugaiden.                                                         | [ 3 ] |
| 1999 | Pet Shop of Horrors                  | Toshio Hirata              | 1 de marzo del 1999          | 25 de marzo del 1999        | 4    | Adaptación del manga escrito e ilustrado por Matsuri Akino.                                      | [ 3 ] |
| 1999 | Jūbē-chan: Lovely Gantai no Himitsu  | Akitaro Daichi             | 5 de abril de 1999           | 28 de junio de 1999         | 13   | Historia original.                                                                               | [ 3 ] |
| 1999 | Mahō Tsukai Tai!                     | Jun'ichi Satō              | 7 de julio de 1999           | 6 de octubre de 1999        | 13   | Historia original. Coproducción junto a Triangle Staff.                                          | [ 3 ] |
| 1999 | Alexander Senki                      | Rintarō Yoshinori Kanemori | 14 de septiembre de 1999     | 7 de diciembre de 1999      | 13   | Adaptación de la novela escrita por Hiroshi Aramata.                                             | [ 3 ] |
| 1999 | Di Gi Charat                         | Hiroaki Sakurai            | 29 de noviembre de 1999      | 23 de diciembre de 1999     | 16   | Historia original.                                                                               | [ 3 ] |

#### 2000
| Año  | Título                                        | Director(es)                     | Fecha de primera transmisión | Fecha de última transmisión | Eps. | Notas | Refs. |
| ---- | --------------------------------------------- | -------------------------------- | ---------------------------- | --------------------------- | ---- | --- | ----- |
| 2000 | Boogiepop wa Warawanai                        | Takashi Watanabe                 | 5 de enero del 2000          | 22 de marzo del 2000        | 12   | Adaptación de la novela ligera escrita por Kōhei Kadono e ilustrada por Kōji Ogata.                                                        | [ 3 ] |
| 2000 | Kazemakase Tsukikage Ran                      | Akitaro Daichi                   | 26 de enero de 2000          | 18 de abril de 2000         | 13   | Historia original. | [ 3 ] |
| 2000 | Hidamari no Ki                                | Gisaburō Sugii                   | 4 de abril de 2000           | 19 de septiembre de 2000    | 25   | Adaptación del manga escrito e ilustrado por Osamu Tezuka.                                                                                 | [ 3 ] |
| 2000 | Sakura Taisen                                 | Ryūtarō Nakamura                 | 8 de abril de 2000           | 23 de septiembre de 2000    | 25   | Adaptación del videojuego desarrollado por Sega y Red Entertainment.                                                                       | [ 3 ] |
| 2000 | Hajime no Ippo                                | Satoshi Nishimura                | 3 de octubre de 2000         | 27 de marzo de 2002         | 76   | Adaptación del manga escrito e ilustrado por Jyoji Morikawa.                                                                               | [ 3 ] |
| 2001 | Bakuten Shūto Beyblade                        | Toshifumi Kawase                 | 8 de enero de 2001           | 24 de diciembre de 2001     | 51   | Adaptación del manga escrito e ilustrado por Takao Aoki.                                                                                   | [ 3 ] |
| 2001 | Galaxy Angel                                  | Morio Asaka Yoshimitsu Ōhashi    | 8 de abril de 2001           | 30 de septiembre de 2001    | 24   | Parte de la franquicia bishōjo de ciencia ficción y comedia creada por Broccoli.                                                           | [ 3 ] |
| 2001 | Gakuen Senki Muryō                            | Tatsuo Satō                      | 8 de mayo de 2001            | 4 de diciembre de 2001      | 26   | Historia original. | [ 3 ] |
| 2001 | Chance Triangle Session                       | Susumu Kudō                      | 21 de mayo de 2001           | 27 de agosto de 2001        | 13   | Basada en un drama de radio de 1999. | [ 3 ] |
| 2001 | Magical Meow Meow Taruto                      | Tsukasa Sunaga                   | 5 de julio de 2001           | 27 de septiembre de 2001    | 12   | Historia original. Coproducción junto a TNK.                                                                                               | [ 3 ] |
| 2001 | X                                             | Yoshiaki Kawajiri                | 3 de octubre de 2001         | 27 de marzo de 2002         | 24   | Secuela de X OVA. | [ 3 ] |
| 2001 | Captain Tsubasa: Road to 2002                 | Gisaburō Sugii                   | 7 de octubre del 2001        | 6 de octubre de 2002        | 52   | Secuela de Captain Tsubasa J. | [ 3 ] |
| 2002 | Panyo Panyo Di Gi Charat                      | Masato Takayanagi                | 6 de enero de 2002           | 3 de abril de 2003          | 48   | Precuela de Di Gi Charat. | [ 3 ] |
| 2002 | Honō no Mirage                                | Susumu Kudō                      | 7 de enero de 2002           | 8 de abril de 2002          | 13   | Adaptación de la novela ligera escrita por Mizuna Kuwabara e ilustrada por Kazumi Tōjō y Shōko Hamada. Coproducción junto a Studio Matrix. | [ 3 ] |
| 2002 | Aquarian Age: Sign for Evolution              | Yoshimitsu Ōhashi                | 11 de enero de 2002          | 29 de marzo de 2002         | 13   | Adaptación del videojuego desarrollado por Broccoli.                                                                                       | [ 3 ] |
| 2002 | Galaxy Angel Z                                | Morio Asaka Yoshimitsu Ōhashi    | 3 de febrero de 2002         | 31 de marzo de 2002         | 9    | Secuela de Galaxy Angel. | [ 3 ] |
| 2002 | Rizelmine                                     | Yasuhiro Muramatsu               | 2 de abril de 2002           | 21 de diciembre de 2002     | 24   | Adaptación del manga escrito e ilustrado por Yukiru Sugisaki. Coproducción junto a Imagin.                                                 | [ 3 ] |
| 2002 | Chobits                                       | Morio Asaka                      | 3 de abril de 2002           | 25 de septiembre de 2002    | 26   | Adaptación del manga escrito e ilustrado por CLAMP.                                                                                        | [ 3 ] |
| 2002 | Abenobashi Mahō☆Shōtengai                     | Hiroyuki Yamaga                  | 4 de abril de 2002           | 27 de junio de 2002         | 13   | Historia original. | [ 3 ] |
| 2002 | Pita Ten                                      | Toshifumi Kawase Yūzō Satō       | 7 de abril de 2002           | 29 de septiembre de 2002    | 26   | Adaptación del manga escrito e ilustrado por Koge-Donbo.                                                                                   | [ 3 ] |
| 2002 | Dragon Drive                                  | Toshifumi Kawase                 | 4 de julio de 2002           | 27 de marzo de 2003         | 38   | Adaptación del manga escrito e ilustrado por Ken'ichi Sakura.                                                                              | [ 3 ] |
| 2002 | Hanada Shōnen-shi                             | Masayuki Kojima                  | 2 de octubre de 2002         | 26 de marzo de 2003         | 25   | Adaptación del manga escrito e ilustrado por Makoto Isshiki.                                                                               | [ 3 ] |
| 2002 | Galaxy Angel 3                                | Shigehito Takayanagi             | 6 de octubre de 2002         | 31 de marzo de 2003         | 26   | Secuela de Galaxy Angel Z. | [ 3 ] |
| 2003 | Di Gi Charat Nyo                              | Hiroaki Sakurai                  | 6 de abril de 2003           | 28 de marzo de 2004         | 104  | Historia original. | [ 3 ] |
| 2003 | Jūbē Ninpūchō: Ryūhōgyoku-hen                 | Yoshiaki Kawajiri                | 15 de abril de 2003          | 15 de julio de 2003         | 13   | Secuela de Jūbē Ninpūchō. | [ 3 ] |
| 2003 | Texhnolyze                                    | Hiroshi Hamasaki                 | 16 de abril de 2003          | 24 de septiembre de 2003    | 22   | Historia original. | [ 3 ] |
| 2003 | Gungrave                                      | Toshiyuki Tsuru                  | 6 de octubre de 2003         | 29 de marzo de 2004         | 26   | Adaptación del videojuego desarrollado por Red Entertainment.                                                                              | [ 3 ] |
| 2003 | Gunslinger Girl                               | Morio Asaka                      | 9 de octubre de 2003         | 19 de febrero de 2004       | 13   | Adaptación del manga escrito e ilustrado por Yū Aida.                                                                                      | [ 3 ] |
| 2003 | Planet Survival                               | Yūichirō Yano                    | 16 de octubre de 2003        | 28 de octubre de 2004       | 52   | Historia original. Coproducción junto a Telecom Animation Film.                                                                            | [ 3 ] |
| 2004 | Gokusen                                       | Masami Sato                      | 6 de enero de 2004           | 30 de marzo de 2004         | 13   | Adaptación del manga escrito e ilustrado por Kozueko Morimoto.                                                                             | [ 3 ] |
| 2004 | Jūbē-chan 2: Siberia Yagyū no Gyakushū        | Hiroshi Nagahama Akitaro Daichi  | 7 de enero de 2004           | 31 de marzo de 2004         | 13   | Secuela de Jūbē-chan: Lovely Gantai no Himitsu.                                                                                            | [ 3 ] |
| 2004 | Paranoia Agent                                | Satoshi Kon                      | 2 de febrero de 2004         | 18 de mayo de 2004          | 13   | Historia original. | [ 3 ] |
| 2004 | Tenjō Tenge                                   | Toshifumi Kawase                 | 1 de abril de 2004           | 16 de septiembre de 2004    | 24   | Adaptación del manga escrito e ilustrado por Oh! Great.                                                                                    | [ 3 ] |
| 2004 | Monster                                       | Masayuki Kojima                  | 6 de febrero de 2004         | 27 de septiembre de 2005    | 74   | Adaptación del manga escrito e ilustrado por Naoki Urasawa.                                                                                | [ 3 ] |
| 2004 | Galaxy Angel 4                                | Shigehito Takayanagi             | 7 de julio de 2004           | 29 de septiembre de 2004    | 13   | Secuela de Galaxy Angel 3. | [ 3 ] |
| 2004 | Sweet Valerian                                | Hiroaki Sakurai                  | 1 de agosto de 2004          | 19 de diciembre de 2004     | 18   | Historia original. | [ 3 ] |
| 2004 | Beck                                          | Osamu Kobayashi                  | 6 de octubre del 2004        | 30 de marzo del 2005        | 26   | Adaptación del manga escrito e ilustrado por Harold Sakuishi.                                                                              | [ 3 ] |
| 2005 | Ichigo 100%                                   | Osamu Sekita                     | 5 de abril de 2005           | 21 de julio de 2005         | 12   | Adaptación del manga escrito e ilustrado por Mizuki Kawashita.                                                                             | [ 3 ] |
| 2005 | Oku-sama wa Joshi Kōsei                       | Jun Shishido                     | 2 de julio de 2005           | 24 de septiembre de 2005    | 13   | Adaptación del manga escrito e ilustrado por Hiyoko Kobayashi.                                                                             | [ 3 ] |
| 2005 | Tōhai Densetsu Akagi: Yami ni Maiorita Tensai | Yūzō Satō                        | 5 de octubre de 2005         | 29 de marzo de 2006         | 26   | Adaptación del manga escrito e ilustrado por Nobuyuki Fukumoto.                                                                            | [ 3 ] |
| 2005 | Paradise Kiss                                 | Osamu Kobayashi                  | 13 de octubre de 2005        | 29 de diciembre de 2005     | 12   | Adaptación del manga escrito e ilustrado por Ai Yazawa.                                                                                    | [ 3 ] |
| 2006 | Kiba                                          | Hiroshi Kōjina                   | 2 de abril de 2006           | 24 de marzo de 2007         | 51   | Historia original. | [ 3 ] |
| 2006 | Strawberry Panic!                             | Masayuki Sakoi                   | 3 de abril de 2006           | 25 de septiembre de 2006    | 26   | Adaptación de una serie de cuentos ilustrados japoneses escritos por Sakurako Kimino.                                                      | [ 3 ] |
| 2006 | Nana                                          | Morio Asaka                      | 5 de abril de 2006           | 28 de marzo de 2007         | 47   | Adaptación del manga escrito e ilustrado por Ai Yazawa.                                                                                    | [ 3 ] |
| 2006 | Saiunkoku Monogatari                          | Jun Shishido                     | 8 de abril de 2006           | 24 de febrero de 2007       | 39   | Adaptación de la novela ligera escrita por Kairi Yura e ilustrada por Sai Yukino.                                                          | [ 3 ] |
| 2006 | Yume Tsukai                                   | Kazuo Yamazaki Ken'ichi Ishikura | 8 de abril de 2006           | 25 de junio de 2006         | 12   | Adaptación del manga escrito e ilustrado por Riichi Ueshiba.                                                                               | [ 3 ] |
| 2006 | Black Lagoon                                  | Sunao Katabuchi                  | 8 de abril de 2006           | 24 de junio de 2006         | 12   | Adaptación del manga escrito e ilustrado por Rei Hiroe.                                                                                    | [ 3 ] |
| 2006 | Otogi Jūshi Akazukin                          | Takaaki Ishiyama                 | 1 de julio de 2006           | 26 de marzo de 2007         | 39   | Historia original. Coproducción junto a Group TAC.                                                                                         | [ 3 ] |
| 2006 | Kemonozume                                    | Masaaki Yuasa                    | 5 de agosto de 2006          | 5 de noviembre de 2006      | 13   | Historia original. | [ 3 ] |
| 2006 | Black Lagoon: The Second Barrage              | Sunao Katabuchi                  | 2 de octubre de 2006         | 18 de diciembre de 2006     | 12   | Secuela de Black Lagoon. | [ 3 ] |
| 2006 | Death Note                                    | Tetsurō Araki                    | 3 de octubre de 2006         | 26 de julio de 2007         | 37   | Adaptación del manga escrito por Tsugumi Ōba e ilustrado por Takeshi Obata.                                                                | [ 3 ] |
| 2006 | Tokyo Tribe 2                                 | Tatsuo Satō                      | 11 de noviembre de 2006      | 17 de febrero de 2007       | 13   | Adaptación del manga escrito e ilustrado por Santa Inoue.                                                                                  | [ 3 ] |
| 2007 | Oh! Edo Rocket                                | Seiji Mizushima                  | 3 de abril de 2007           | 26 de septiembre de 2007    | 26   | Basada en una obra de teatro de 2001 escrita para la compañía de teatro Gekidan Shinkansen y Kazuki Nakashima.                             | [ 3 ] |
| 2007 | Claymore                                      | Hiroyuki Tanaka                  | 3 de abril de 2007           | 25 de septiembre de 2007    | 26   | Adaptación del manga escrito e ilustrado por Norihiro Yagi.                                                                                | [ 3 ] |
| 2007 | Saiunkoku Monogatari 2nd Season               | Jun Shishido                     | 7 de abril de 2007           | 8 de marzo de 2008          | 39   | Secuela de Saiunkoku Monogatari. | [ 3 ] |
| 2007 | Kaibutsu Ōjo                                  | Masayuki Sakoi                   | 13 de abril de 2007          | 28 de septiembre de 2007    | 25   | Adaptación del manga escrito e ilustrado por Yasunori Mitsunaga.                                                                           | [ 3 ] |
| 2007 | Dennō Coil                                    | Mitsuo Iso                       | 12 de mayo de 2007           | 21 de diciembre de 2007     | 26   | Historia original. | [ 3 ] |
| 2007 | Devil May Cry                                 | Shin Itagaki                     | 14 de junio de 2007          | 6 de septiembre de 2007     | 12   | Adaptación del videojuego desarrollado por Capcom.                                                                                         | [ 3 ] |
| 2007 | Shigurui                                      | Hiroshi Hamasaki                 | 19 de julio de 2007          | 12 de octubre de 2007       | 12   | Adaptación del manga escrito e ilustrado por Takayuki Yamaguchi.                                                                           | [ 3 ] |
| 2007 | Gyakkyou Burai Kaiji: Ultimate Survivor       | Yūzō Satō                        | 2 de octubre de 2007         | 1 de abril de 2008          | 26   | Adaptación del manga escrito e ilustrado por Nobuyuki Fukumoto.                                                                            | [ 3 ] |
| 2007 | Majin Tantei Nōgami Neuro                     | Hiroshi Kōjina                   | 2 de octubre de 2007         | 25 de marzo de 2008         | 25   | Adaptación del manga escrito e ilustrado por Yūsei Matsui.                                                                                 | [ 3 ] |
| 2007 | Mokke                                         | Masayoshi Nishida                | 3 de octubre de 2007         | 25 de marzo de 2008         | 24   | Adaptación del manga escrito e ilustrado por Takatoshi Kumakura. Coproducción junto a Tezuka Productions.                                  | [ 3 ] |
| 2007 | MapleStory                                    | Takaaki Ishiyama                 | 7 de octubre de 2007         | 30 de marzo de 2008         | 25   | Adaptación del videojuego desarrollado por Wizet.                                                                                          | [ 3 ] |
| 2008 | Chi's Sweet Home                              | Mitsuyuki Masuhara               | 31 de marzo de 2008          | 26 de septiembre de 2008    | 104  | Adaptación del manga escrito e ilustrado por Konami Kanata.                                                                                | [ 3 ] |
| 2008 | Allison to Lillia                             | Masayoshi Nishida                | 3 de abril de 2008           | 2 de octubre de 2008        | 26   | Adaptación de la novela ligera escrita por Keiichi Sigsawa e ilustrada por Kohaku Kuroboshi.                                               | [ 3 ] |
| 2008 | Kamen no Maid Guy                             | Masayuki Sakoi                   | 5 de abril de 2008           | 21 de junio de 2008         | 12   | Adaptación del manga escrito e ilustrado por Maruboro Akai.                                                                                | [ 3 ] |
| 2008 | Top Secret: The Revelation                    | Hiroshi Aoyama                   | 8 de abril de 2008           | 30 de septiembre de 2008    | 26   | Adaptación del manga escrito e ilustrado por Reiko Shimizu.                                                                                | [ 3 ] |
| 2008 | Kaiba                                         | Masaaki Yuasa                    | 10 de abril de 2008          | 24 de julio de 2008         | 12   | Historia original. | [ 3 ] |
| 2008 | Ultraviolet: Code 044                         | Osamu Dezaki                     | 1 de julio de 2008           | 16 de septiembre de 2008    | 12   | Basada libremente en la película de 2006 Ultraviolet.                                                                                      | [ 3 ] |
| 2008 | Casshern Sins                                 | Shigeyasu Yamauchi               | 1 de octubre de 2008         | 15 de marzo de 2009         | 24   | Historia original. | [ 3 ] |
| 2008 | Kurozuka                                      | Tetsuro Araki                    | 7 de octubre de 2008         | 23 de diciembre de 2008     | 12   | Adaptación de la novela escrita por Baku Yumemakura.                                                                                       | [ 3 ] |
| 2008 | One Outs                                      | Yūzō Satō                        | 7 de octubre de 2008         | 31 de marzo de 2009         | 25   | Adaptación del manga escrito e ilustrado por Shinobu Kaitani.                                                                              | [ 3 ] |
| 2008 | Stitch!                                       | Masami Hata                      | 8 de octubre de 2008         | 26 de junio de 2009         | 26   | Serie derivada de Lilo y Stitch de Disney.                                                                                                 | [ 3 ] |
| 2008 | Mōryō no Hako                                 | Ryōsuke Nakamura                 | 8 de octubre de 2008         | 31 de diciembre de 2008     | 13   | Adaptación de la novela escrita por Natsuhiko Kyōgoku.                                                                                     | [ 3 ] |
| 2008 | Chaos;Head                                    | Ishiyama Takaaki                 | 9 de octubre de 2008         | 25 de diciembre de 2008     | 12   | Adaptación de la novela visual desarrollada por 5pb. y Nitroplus.                                                                          | [ 3 ] |
| 2009 | Hajime no Ippo: New Challenger                | Jun Shishido                     | 6 de enero de 2009           | 30 de junio de 2009         | 26   | Secuela de Hajime no Ippo: Mashiba vs. Kimura.                                                                                             | [ 3 ] |
| 2009 | Rideback                                      | Atsushi Takahashi                | 12 de enero de 2009          | 30 de marzo de 2009         | 12   | Adaptación del manga escrito e ilustrado por Tetsurō Kasahara.                                                                             | [ 3 ] |
| 2009 | Chi's Sweet Home: Atarashii Ouchi             | Mitsuyuki Masuhara               | 30 de marzo de 2009          | 25 de septiembre de 2009    | 104  | Secuela de Chi's Sweet Home. | [ 3 ] |
| 2009 | Sōten Kōro                                    | Toyoo Ashida Tsuneo Tominaga     | 7 de abril de 2009           | 30 de septiembre de 2009    | 26   | Adaptación del manga escrito por Hagin Yi e ilustrado por King Gonta.                                                                      | [ 3 ] |
| 2009 | Needless                                      | Masayuki Sakoi                   | 2 de julio de 2009           | 10 de diciembre de 2009     | 24   | Adaptación del manga escrito e ilustrado por Kami Imai.                                                                                    | [ 3 ] |
| 2009 | Kobato.                                       | Mitsuyuki Masuhara               | 6 de octubre de 2009         | 23 de marzo de 2010         | 24   | Adaptación del manga escrito e ilustrado por CLAMP.                                                                                        | [ 3 ] |
| 2009 | Aoi Bungaku Series                            | Morio Asaka Tetsurō Araki        | 11 de octubre de 2009        | 27 de diciembre de 2009     | 12   | Basada en seis historias cortas de la literatura japonesa.                                                                                 | [ 3 ] |
| 2009 | Stitch!: Itazura Alien no Daibouken           | Masami Hata                      | 13 de octubre de 2009        | 29 de junio de 2010         | 29   | Secuela de Stitch!. | [ 3 ] |

#### 2010
| Año  | Título                                     | Director(es)                       | Fecha de primera transmisión | Fecha de última transmisión | Eps. | Notas | Refs.  |
| ---- | ------------------------------------------ | ---------------------------------- | ---------------------------- | --------------------------- | ---- | --- | ------ |
| 2010 | Rainbow: Nisha Rokubō no Shichinin         | Hiroshi Kōjina                     | 6 de abril de 2010           | 28 de septiembre de 2010    | 26   | Adaptación del manga escrito por George Abe e ilustrado por Masasumi Kakizaki.                                                    |        |
| 2010 | The Tatami Galaxy                          | Masaaki Yuasa                      | 22 de abril de 2010          | 1 de julio de 2010          | 11   | Adaptación de la novela escrita por Tomihiko Morimi.                                                                              |        |
| 2010 | Highschool of the Dead                     | Tetsuro Araki                      | 5 de julio de 2010           | 20 de septiembre de 2010    | 12   | Adaptación del manga escrito por Daisuke Satō e ilustrado por Shōji Satō.                                                         | [ 4 ]  |
| 2010 | Iron Man                                   | Yūzō Satō                          | 1 de octubre de 2010         | 17 de diciembre de 2010     | 12   | Historia original basada en el personaje Iron Man de Marvel.                                                                      |        |
| 2011 | Wolverine                                  | Hiroshi Aoyama                     | 7 de enero de 2011           | 25 de marzo de 2011         | 12   | Historia original basada en el personaje Wolverine de Marvel.                                                                     |        |
| 2011 | X-Men                                      | Fuminori Kizaki                    | 1 de abril de 2011           | 24 de junio de 2011         | 12   | Historia original basada en los personajes de X-Men de Marvel.                                                                    |        |
| 2011 | Gyakkyō Burai Kaiji: Hakairoku-hen         | Yūzō Satō                          | 6 de abril de 2011           | 27 de septiembre de 2011    | 26   | Secuela de Gyakkyō Burai Kaiji: Ultimate Survivor.                                                                                |        |
| 2011 | Blade                                      | Mitsuyuki Masuhara                 | 1 de julio de 2011           | 16 de septiembre de 2011    | 12   | Historia original basada en el personaje Blade de Marvel.                                                                         |        |
| 2011 | Hunter × Hunter                            | Hiroshi Kōjina                     | 2 de octubre de 2011         | 23 de septiembre de 2014    | 148  | Adaptación del manga escrito e ilustrado por Yoshihiro Togashi.                                                                   |        |
| 2011 | Chihayafuru                                | Morio Asaka                        | 5 de octubre del 2011        | 21 de marzo del 2012        | 25   | Adaptación del manga escrito e ilustrado por Yuki Suetsugu.                                                                       |        |
| 2012 | Oda Nobuna no Yabō                         | Yūji Kumazawa                      | 9 de julio de 2012           | 24 de septiembre de 2012    | 12   | Adaptación de la novela ligera escrita por Mikage Kasuga e ilustrada por Miyama-Zero. Coproducción junto a Studio Gokumi.         |        |
| 2012 | Btooom!                                    | Kotono Watanabe                    | 4 de octubre de 2012         | 20 de diciembre de 2012     | 12   | Adaptación del manga escrito e ilustrado por Jun'ya Inoue.                                                                        | [ 5 ]  |
| 2013 | Chihayafuru 2                              | Morio Asaka                        | 12 de enero del 2013         | 29 de junio del 2013        | 25   | Secuela de Chihayafuru. |        |
| 2013 | Photo Kano                                 | Akitoshi Yokoyama                  | 5 de abril de 2013           | 28 de junio de 2013         | 13   | Adaptación de la novela visual desarrollada por Dingo y Enterbrain.                                                               |        |
| 2013 | Kami-sama no Inai Nichiyōbi                | Yūji Kumazawa                      | 6 de julio de 2013           | 21 de septiembre de 2013    | 12   | Adaptación de la novela ligera escrita por Kimihito Irie e ilustrada por Shingo.                                                  |        |
| 2013 | Hajime no Ippo: Rising                     | Jun Shishido                       | 5 de octubre de 2013         | 29 de marzo de 2014         | 25   | Secuela de Hajime no Ippo: New Challenger. Coproducción junto a MAPPA.                                                            |        |
| 2013 | Daiya no Ace                               | Mitsuyuki Masuhara                 | 6 de octubre de 2013         | 29 de marzo de 2015         | 75   | Adaptación del manga escrito e ilustrado por Yuji Terajima. Coproducción junto a Production I.G.                                  |        |
| 2014 | Mahō Sensō                                 | Yūzō Satō                          | 9 de enero de 2014           | 27 de marzo de 2014         | 12   | Adaptación de la novela ligera escrita por Hisashi Suzuki e ilustrada por Lunalia.                                                |        |
| 2014 | Mahōka Kōkō no Rettōsei                    | Manabu Ono                         | 5 de abril de 2014           | 27 de septiembre de 2014    | 26   | Adaptación de la novela ligera escrita por Tsutomu Satō e ilustrada por Kana Ishida.                                              | [ 6 ]  |
| 2014 | No Game No Life                            | Atsuko Ishizuka                    | 9 de abril de 2014           | 25 de junio de 2014         | 12   | Adaptación de la novela ligera escrita e ilustrada por Yū Kamiya.                                                                 | [ 7 ]  |
| 2014 | Hanayamata                                 | Atsuko Ishizuka                    | 7 de julio de 2014           | 22 de septiembre de 2014    | 12   | Adaptación del manga escrito e ilustrado por Sō Hamayumiba.                                                                       |        |
| 2014 | Kiseijū: Sei no Kakuritsu                  | Ken'ichi Shimizu                   | 8 de octubre de 2014         | 25 de marzo de 2015         | 24   | Adaptación del manga escrito e ilustrado por Hitoshi Iwaaki.                                                                      |        |
| 2015 | Death Parade                               | Yuzuru Tachikawa                   | 9 de enero de 2015           | 27 de marzo de 2015         | 12   | Historia original. | [ 8 ]  |
| 2015 | Daiya no Ace: Second Season                | Mitsuyuki Masuhara                 | 6 de abril de 2015           | 28 de marzo de 2016         | 51   | Secuela de Daiya no Ace. Coproducción junto a Production I.G.                                                                     |        |
| 2015 | Ore Monogatari!!                           | Morio Asaka                        | 8 de abril de 2015           | 23 de septiembre de 2015    | 24   | Adaptación del manga escrito por Kazune Kawahara e ilustrado por Aruko.                                                           |        |
| 2015 | Overlord                                   | Naoyuki Itō                        | 7 de julio de 2015           | 29 de septiembre de 2015    | 13   | Adaptación de la novela ligera escrita por Kugane Maruyama e ilustrada por so-bin.                                                |        |
| 2015 | One Punch-Man                              | Shingo Natsume                     | 5 de octubre de 2015         | 21 de diciembre de 2015     | 12   | Adaptación del manga escrito por One e ilustrado por Yūsuke Murata.                                                               | [ 9 ]  |
| 2016 | Prince of Stride: Alternative              | Atsuko Ishizuka                    | 5 de enero de 2016           | 22 de marzo de 2016         | 12   | Parte de la franquicia multimedia japonesa creada por ASCII Media Works.                                                          |        |
| 2016 | Nejimaki Seirei Senki: Tenkyō no Alderamin | Tetsuo Ichimura                    | 9 de julio de 2016           | 30 de septiembre de 2016    | 13   | Adaptación de la novela ligera escrita por Bokuto Uno e ilustrada por Sanbasō y Ryūtetsu.                                         |        |
| 2016 | All Out!!                                  | Ken'ichi Shimizu                   | 7 de octubre de 2016         | 31 de marzo de 2017         | 25   | Adaptación del manga escrito e ilustrado por Shiori Amase. Coproducción junto a TMS Entertainment.                                |        |
| 2017 | ACCA: 13-ku Kansatsu-ka                    | Shingo Natsume                     | 10 de enero de 2017          | 28 de marzo de 2017         | 12   | Adaptación del manga escrito e ilustrado por Natsume Ono.                                                                         |        |
| 2017 | Marvel Future Avengers                     | Yūzō Satō                          | 22 de julio de 2017          | 20 de enero de 2018         | 26   | Historia original basada en los Avengers de Marvel.                                                                               |        |
| 2018 | Sora Yorimo Tōi Basho                      | Atsuko Ishizuka                    | 2 de enero de 2018           | 27 de marzo de 2018         | 13   | Historia original. |        |
| 2018 | Cardcaptor Sakura: Clear Card              | Morio Asaka                        | 7 de enero de 2018           | 9 de junio de 2018          | 22   | Secuela de Cardcaptor Sakura Movie 2: Fūin Sareta Card.                                                                           |        |
| 2018 | Overlord II                                | Naoyuki Itō                        | 9 de enero de 2018           | 3 de abril de 2018          | 13   | Secuela de Overlord. |        |
| 2018 | Waka Okami wa Shōgakusei!                  | Mitsuyuki Masuhara Takahiro Ikezoe | 8 de abril de 2018           | 23 de septiembre de 2018    | 24   | Adaptación de una serie de literatura infantil japonesa escrita por Hiroko Reijo e ilustrada por Asami. Coproducción junto a DLE. |        |
| 2018 | Chūkan Kanriroku Tonegawa                  | Keiichiro Kawaguchi                | 4 de julio de 2018           | 26 de diciembre de 2018     | 24   | Adaptación del manga escrito por Tensei Hagiwara e ilustrado por Tomohiro Hashimoto y Tomoki Miyoshi.                             |        |
| 2018 | Overlord III                               | Naoyuki Itō                        | 10 de julio de 2018          | 2 de octubre de 2018        | 13   | Secuela de Overlord II. | [ 10 ] |
| 2018 | Marvel Future Avengers 2nd Season          | Yūzō Satō                          | 30 de julio de 2018          | 22 de octubre de 2018       | 13   | Secuela de Marvel Future Avengers.                                                                                                |        |
| 2019 | Boogiepop wa Warawanai                     | Shingo Natsume                     | 4 de enero de 2019           | 15 de marzo de 2019         | 18   | Adaptación de la novela ligera escrita por Kōhei Kadono e ilustrada por Kōji Ogata.                                               | [ 11 ] |
| 2019 | Daiya no Ace: Act II                       | Mitsuyuki Matsuhara                | 2 de abril de 2019           | 31 de marzo de 2020         | 52   | Secuela de Daiya no Ace: Second Season.                                                                                           |        |
| 2019 | Shōmetsu Toshi                             | Shigeyuki Miya                     | 7 de abril de 2019           | 23 de junio de 2019         | 12   | Adaptación del videojuego desarrollado por Wright Flyer Studios.                                                                  |        |
| 2019 | No Guns Life                               | Naoyuki Itō                        | 10 de octubre de 2019        | 26 de diciembre de 2019     | 12   | Adaptación del manga escrito e ilustrado por Tasuku Karasuma.                                                                     | [ 12 ] |
| 2019 | Chihayafuru 3                              | Morio Asaka                        | 22 de octubre de 2019        | 24 de marzo de 2020         | 24   | Secuela de Chihayafuru 2. | [ 13 ] |

#### 2020
| Año  | Título                              | Director(es)       | Fecha de primera transmisión | Fecha de última transmisión | Eps. | Notas                                                                                             | Refs.                       |
| ---- | ----------------------------------- | ------------------ | ---------------------------- | --------------------------- | ---- | ------------------------------------------------------------------------------------------------- | --------------------------- |
| 2020 | No Guns Life 2nd Season             | Naoyuki Itō        | 9 de julio de 2020           | 24 de septiembre de 2020    | 12   | Secuela de No Guns Life.                                                                          |                             |
| 2021 | Sonny Boy                           | Shingo Natsume     | 15 de julio de 2021          | 30 de septiembre de 2021    | 12   | Historia original.                                                                                | [ 14 ]                      |
| 2021 | Kyūketsuki wa Sugu Shinu            | Hiroshi Kōjina     | 4 de octubre de 2021         | 20 de diciembre de 2021     | 12   | Adaptación del manga escrito e ilustrado por Itaru Bonnoki.                                       | [ 15 ]                      |
| 2021 | Takt Op. Destiny                    | Yūki Itō           | 5 de octubre de 2021         | 21 de diciembre de 2021     | 12   | Basado en un proyecto de batalla musical de Bandai Namco Arts y DeNA. Coproducción junto a MAPPA. | [ 16 ]                      |
| 2022 | Hakozume: Kōban Joshi no Gyakushū   | Yūzō Satō          | 5 de enero de 2022           | 30 de marzo de 2022         | 13   | Adaptación del manga escrito e ilustrado por Miko Yasu.                                           | [ 17 ]                      |
| 2022 | Overlord IV                         | Naoyuki Itō        | 5 de julio de 2022           | 27 de septiembre de 2022    | 13   | Secuela de Overlord III.                                                                          | [ 18 ]                      |
| 2022 | Mushikaburi-hime                    | Tarō Iwasaki       | 6 de octubre de 2022         | 22 de diciembre de 2022     | 12   | Adaptación de la novela ligera escrita por Yui e ilustrada por Satsuki Shiina.                    | [ 19 ]                      |
| 2023 | Kyūketsuki wa Sugu Shinu 2nd Season | Hiroshi Kōjina     | 9 de enero de 2023           | 27 de marzo de 2023         | 12   | Secuela de Kyūketsuki wa Sugu Shinu.                                                              | [ 20 ]                      |
| 2023 | Yamada-kun to Lv999 no Koi wo Suru  | Morio Asaka        | 2 de abril de 2023           | 25 de junio de 2023         | 13   | Adaptación del manga escrito e ilustrado por Mashiro.                                             | [ 21 ]                      |
| 2023 | AI no Idenshi                       | Yūzō Satō          | 8 de julio de 2023           | 30 de septiembre de 2023    | 12   | Adaptación del manga escrito e ilustrado por Kyūri Yamada.                                        | [ 22 ] [ 23 ]               |
| 2023 | Sōsō no Frieren                     | Keiichirō Saitō    | 29 de septiembre de 2023     | 22 de marzo de 2024         | 28   | Adaptación del manga escrito por Kanehito Yamada e ilustrado por Tsukasa Abe.                     | [ 24 ]                      |
| 2024 | Trillion Game                       | Yūzō Satō          | 4 de octubre de 2024         | 28 de marzo de 2025         | 26   | Adaptación del manga escrito por Riichiro Inagaki e ilustrado por Ryōichi Ikegami.                | [ 25 ] [ 26 ] [ 27 ]        |
| 2024 | Chi: Chikyū no Undō ni Tsuite       | Ken'ichi Shimizu   | 5 de octubre de 2024         | 15 de marzo de 2025         | 25   | Adaptación del manga escrito e ilustrado por Uoto.                                                | [ 28 ] [ 29 ] [ 30 ] [ 31 ] |
| 2025 | Nazotoki wa Dinner no Ato de        | Mitsuyuki Masuhara | 4 de abril de 2025           | 20 de junio de 2025         | 12   | Adaptación de la novela escrita por Tokuya Higashigawa e ilustrada por Yūsuke Nakamura.           | [ 32 ] [ 33 ]               |
| 2025 | Wandance                            | Michiya Katō       | Octubre de 2025              | —                           | —    | Adaptación del manga escrito e ilustrado por Coffee. Coproducción junto a Cyclone Graphics.       | [ 34 ] [ 35 ]               |
| 2026 | Sōsō no Frieren 2nd Season          | Tomoya Kitagawa    | Enero de 2026                | —                           | —    | Secuela de Sōsō no Frieren.                                                                       | [ 36 ] [ 37 ] [ 38 ]        |
| 2026 | Awajima Hyakkei                     | Morio Asaka        | 2026                         | —                           | —    | Adaptación del manga escrito e ilustrado por Takako Shimura.                                      | [ 39 ]                      |

### Películas
| Año  | Título                                                                    | Director(es)                        | Duración | Notas | Refs.  |
| ---- | ------------------------------------------------------------------------- | ----------------------------------- | -------- | --- | ------ |
| 1981 | Unico                                                                     | Toshio Hirata                       | 90m      | Adaptación del manga escrito e ilustrado por Osamu Tezuka.                                                                        | [ 3 ]  |
| 1981 | Natsu e no Tobira                                                         | Mori Masaki                         | 59m      | Adaptación del manga escrito e ilustrado por Keiko Takemiya. Coproducción junto a Toei Animation.                                 | [ 3 ]  |
| 1982 | Haguregumo                                                                | Mori Masaki                         | 91m      | Adaptación del manga escrito e ilustrado por George Akiyama. Coproducción junto a Toei Animation.                                 | [ 3 ]  |
| 1983 | Genma Taisen                                                              | Rintarō                             | 131m     | Adaptación del manga escrito por Kazumasa Hirai e ilustrado por Shōtarō Ishinomori.                                               | [ 3 ]  |
| 1983 | Unico: Mahō no Shima e                                                    | Moribi Murano                       | 91m      | Secuela de Unico. | [ 3 ]  |
| 1983 | Hadashi no Gen                                                            | Mori Masaki                         | 83m      | Adaptación del manga escrito e ilustrado por Keiji Nakazawa.                                                                      | [ 3 ]  |
| 1984 | SF Shinseiki Lensman                                                      | Kazuyuki Hirokawa Yoshiaki Kawajiri | 107m     | Adaptación de la novela escrita por E. E. Smith.                                                                                  | [ 3 ]  |
| 1985 | Bobby ni Kubittake                                                        | Toshio Hirata                       | 44m      | Adaptación de la novela escrita por Yoshio Kataoka.                                                                               | [ 3 ]  |
| 1985 | Kamui no Ken                                                              | Rintarō                             | 132m     | Adaptación de la novela escrita por Tetsu Yano.                                                                                   | [ 3 ]  |
| 1986 | Hadashi no Gen 2                                                          | Toshio Hirata                       | 85m      | Secuela de Hadashi no Gen. | [ 3 ]  |
| 1986 | Toki no Tabibito: Time Stranger                                           | Mori Masaki                         | 91m      | Adaptación de la novela escrita por Taku Mayumura.                                                                                | [ 3 ]  |
| 1986 | Hi no Tori: Hōō-hen                                                       | Rintarō                             | 60m      | Adaptación del manga escrito e ilustrado por Osamu Tezuka.                                                                        | [ 3 ]  |
| 1987 | Hoero! Bun Bun                                                            | Toshio Hirata                       | 65m      | Episodio especial de la serie de 39 episodios sobre Bunbun.                                                                       | [ 3 ]  |
| 1987 | Yōjū Toshi                                                                | Yoshiaki Kawajiri                   | 82m      | Adaptación de la novela escrita por Hideyuki Kikuchi.                                                                             | [ 3 ]  |
| 1987 | Gokiburi-tachi no Tasogare                                                | Hiroaki Yoshida                     | 105m     | Historia original. Coproducción junto a Animation Staff Room.                                                                     | [ 3 ]  |
| 1990 | Kaze no Na wa Amnesia                                                     | Kazuo Yamazaki                      | 80m      | Adaptación de la novela ligera escrita por Hideyuki Kikuchi e ilustrada por Yoshitaka Amano.                                      | [ 3 ]  |
| 1991 | Urusei Yatsura Movie 6: Itsudatte My Darling                              | Katsuhisa Yamada                    | 77m      | Secuela de Urusei Yatsura . | [ 3 ]  |
| 1992 | Yawara! Sore Yuke Koshinuke Kids!!                                        | Hiroko Tokita                       | 60m      | Adaptación del manga escrito e ilustrado por Naoki Urasawa.                                                                       | [ 3 ]  |
| 1993 | Jūbē Ninpūchō                                                             | Yoshiaki Kawajiri                   | 91m      | Historia original. | [ 3 ]  |
| 1993 | Ohoshi-sama no Rail                                                       | Toshio Hirata                       | 75m      | Adaptación de la novela autobiográfica escrita por Chitose Kobayashi.                                                             | [ 3 ]  |
| 1994 | Kattobase! Dreamers: Carp Tanjō Monogatari                                | Yoshinori Kanemori                  | 87m      | Adaptación del manga escrito e ilustrado por Keiji Nakazawa.                                                                      | [ 3 ]  |
| 1995 | Anne no Nikki                                                             | Akinori Nagaoka                     | 102m     | Adaptación del libro Diario de Ana Frank.                                                                                         | [ 3 ]  |
| 1995 | Azuki-chan the Movie                                                      | Masayuki Kojima                     | 30m      | Historia original de Azuki-chan.                                                                                                  | [ 3 ]  |
| 1995 | Memories                                                                  | Katsuhiro Ōtomo                     | 113m     | Adaptación del manga escrito e ilustrado por Katsuhiro Ōtomo. Coproducción junto a Studio 4°C.                                    | [ 3 ]  |
| 1996 | X/1999                                                                    | Rintarō                             | 97m      | Adaptación del manga escrito e ilustrado por CLAMP.                                                                               | [ 3 ]  |
| 1998 | Perfect Blue                                                              | Satoshi Kon                         | 81m      | Adaptación de la novela escrita por Yoshikazu Takeuchi.                                                                           | [ 3 ]  |
| 1999 | Super Doll Licca-chan: Licca-chan Zettai Zetsumei! Doll Knights no Kiseki | Gisaburō Sugii                      | 30m      | Historia original. | [ 3 ]  |
| 1999 | Cardcaptor Sakura Movie 1                                                 | Morio Asaka                         | 81m      | Historia original de Cardcaptor Sakura.                                                                                           | [ 3 ]  |
| 2000 | Cardcaptor Sakura Movie 2: Fūin Sareta Card                               | Morio Asaka                         | 82m      | Historia original de Cardcaptor Sakura.                                                                                           | [ 3 ]  |
| 2000 | Vampire Hunter D                                                          | Yoshiaki Kawajiri                   | 102m     | Adaptación de la novela escrita por Hideyuki Kikuchi.                                                                             | [ 3 ]  |
| 2000 | Alexander Senki Movie                                                     | Rintarō                             | 101m     | Adaptación de la novela escrita por Hiroshi Aramata.                                                                              | [ 3 ]  |
| 2001 | Metropolis                                                                | Rintarō                             | 109m     | Adaptación del manga escrito e ilustrado por Osamu Tezuka.                                                                        | [ 3 ]  |
| 2001 | Di Gi Charat: Hoshi no Tabi                                               | Hiroaki Sakurai                     | 21m      | Secuela de Di Gi Charat Natsuyasumi Special.                                                                                      | [ 3 ]  |
| 2002 | WXIII Kidō Keisatsu Patlabor                                              | Fumihiko Takayama                   | 100m     | Secuela de Kidō Keisatsu Patlabor 2 the Movie.                                                                                    | [ 3 ]  |
| 2002 | Sennen Joyū                                                               | Satoshi Kon                         | 86m      | Historia original. | [ 3 ]  |
| 2003 | Nasu: Andalusia no Natsu                                                  | Kitarō Kōsaka                       | 46m      | Adaptación del manga escrito e ilustrado por Iō Kuroda.                                                                           | [ 3 ]  |
| 2003 | Tokyo Godfathers                                                          | Satoshi Kon                         | 92m      | Historia original. | [ 3 ]  |
| 2006 | La chica que saltaba a través del tiempo                                  | Mamoru Hosoda                       | 98m      | Adaptación de la novela escrita por Yasutaka Tsutsui.                                                                             | [ 3 ]  |
| 2006 | Paprika                                                                   | Satoshi Kon                         | 90m      | Adaptación de la novela escrita por Yasutaka Tsutsui.                                                                             | [ 3 ]  |
| 2007 | Highlander: The Search for Vengeance                                      | Yoshiaki Kawajiri                   | 96m      | Historia original. | [ 3 ]  |
| 2007 | El bosque del piano                                                       | Masayuki Kojima                     | 100m     | Adaptación del manga escrito e ilustrado por Makoto Isshiki.                                                                      | [ 3 ]  |
| 2007 | Cinnamon the Movie                                                        | Gisaburō Sugii                      | 45m      | Basada en una serie de personajes creada por Sanrio.                                                                              | [ 3 ]  |
| 2008 | Hells                                                                     | Yoshiki Yamakawa                    | 117m     | Adaptación del manga escrito e ilustrado por Shin'ichi Hiromoto.                                                                  | [ 3 ]  |
| 2009 | Summer Wars                                                               | Mamoru Hosoda                       | 114m     | Historia original. | [ 3 ]  |
| 2009 | Redline                                                                   | Takeshi Koike                       | 102m     | Historia original. | [ 3 ]  |
| 2009 | Mai Mai Shinko to Sennen no Mahō                                          | Sunao Katabuchi                     | 95m      | Adaptación de la novela autobiográfica escrita por Nobuko Takagi.                                                                 | [ 3 ]  |
| 2009 | Yona Yona Penguin                                                         | Rintarō                             | 87m      | Historia original. | [ 3 ]  |
| 2010 | Trigun: Badlands Rumble                                                   | Satoshi Nishimura                   | 90m      | Historia original de Trigun. | [ 3 ]  |
| 2010 | Young Alive!: iPS Saibō ga Hiraku Mirai                                   | Yasushi Kase                        | 90m      | Historia original. | [ 3 ]  |
| 2011 | Tibet Inu Monogatari                                                      | Masayuki Kojima                     | 90m      | Adaptación de la novela escrita por Yang Zhijun.                                                                                  | [ 3 ]  |
| 2011 | La princesa y el piloto                                                   | Jun Shishido                        | 99m      | Adaptación de la novela ligera escrita por Koroku Inumura e ilustrada por Haruyuki Morisawa.                                      | [ 3 ]  |
| 2013 | Hunter x Hunter Movie 1: Phantom Rouge                                    | Yūzō Satō                           | 96m      | Historia original de Hunter × Hunter.                                                                                             | [ 3 ]  |
| 2013 | Death Billiards                                                           | Yuzuru Tachikawa                    | 25m      | Historia original. | [ 3 ]  |
| 2013 | Hunter x Hunter Movie 2: The Last Mission                                 | Keiichiro Kawaguchi                 | 97m      | Historia original de Hunter × Hunter.                                                                                             | [ 3 ]  |
| 2014 | Avengers Confidential: Black Widow to Punisher                            | Ken'ichi Shimizu                    | 82m      | Historia original basada en los Avengers de Marvel.                                                                               | [ 3 ]  |
| 2017 | Overlord Movie 1: Fushisha no Ō                                           | Desconocido                         | 102m     | Palícula recopilatoria de Overlord.                                                                                               | [ 3 ]  |
| 2017 | Overlord Movie 2: Shikkoku no Eiyū                                        | Desconocido                         | 93m      | Segunda palícula recopilatoria de Overlord.                                                                                       | [ 3 ]  |
| 2017 | No Game No Life: Zero                                                     | Atsuko Ishizuka                     | 106m     | Adaptación de la novela ligera escrita e ilustrada por Yū Kamiya.                                                                 | [ 3 ]  |
| 2017 | Kimi no Koe wo Todoketai                                                  | Naoyuki Itō                         | 94m      | Historia original. | [ 3 ]  |
| 2018 | Wakaokami wa Shōgakusei! Movie                                            | Azuma Tani Mitsuyuki Masuhara       | 94m      | Adaptación de una serie de literatura infantil japonesa escrita por Hiroko Reijo e ilustrada por Asami. Coproducción junto a DLE. | [ 3 ]  |
| 2022 | Adiós, Don Glees!                                                         | Atsuko Ishizuka                     | 95m      | Historia original. | [ 3 ]  |
| 2023 | Kin no Kuni Mizu no Kuni                                                  | Kotono Watanabe                     | 117m     | Adaptación del manga escrito e ilustrado por Nao Iwamoto.                                                                         | [ 3 ]  |
| 2024 | Overlord Movie 3: Sei Ōkoku-hen                                           | Naoyuki Itō                         | 132m     | Película que adapta los volúmenes 12 y 13 de la novela ligera.                                                                    | [ 40 ] |
| 2027 | Ghost                                                                     | Shingo Natsume                      | —        | Historia original. | [ 41 ] |

### ONAs
| Año  | Título              | Director(es) | Fecha de primera transmisión | Fecha de última transmisión | Eps. | Notas                                                                                            | Refs.  |
| ---- | ------------------- | ------------ | ---------------------------- | --------------------------- | ---- | ------------------------------------------------------------------------------------------------ | ------ |
| 2002 | 48x61               | Rintarō      | 2002                         | 2002                        | 1    | Historia original.                                                                               | [ 42 ] |
| 2014 | Yoku Wakaru Mahōka! | Desconocido  | 22 de febrero de 2014        | 13 de septiembre de 2014    | 6    | Vídeos de introducción especiales publicados en el sitio web oficial de Mahōka Kōkō no Rettōsei. |        |

### OVAs
| Año  | Título                                                                 | Director(es) | Fecha de primera transmisión | Fecha de última transmisión | Eps. | Notas | Refs. |
| ---- | ---------------------------------------------------------------------- | --- | ---------------------------- | --------------------------- | ---- | --- | ----- |
| 1985 | Urusei Yatsura OVA                                                     | Kazuo Yamazaki Setsuko Shibuichi                                                                                 | 24 de septiembre de 1985     | 21 de junio de 1991         | 11   | Secuela de Urusei Yatsura. Coproducción junto a Studio Deen y Magic Bus.                                          | [ 3 ] |
| 1987 | Hi no Tori: Yamato-hen                                                 | Toshio Hirata | 1 de agosto de 1987          | 1 de agosto de 1987         | 1    | Secuela de Hi no Tori: Hōō-hen.                                                                                   | [ 3 ] |
| 1987 | X Densha de Ikō                                                        | Rintarō | 6 de noviembre de 1987       | 6 de noviembre de 1987      | 1    | Historia original.                                                                                                | [ 3 ] |
| 1987 | Junk Boy                                                               | Katsuhisa Yamada                                                                                                 | 16 de diciembre de 1987      | 16 de diciembre de 1987     | 1    | Adaptación del manga escrito e ilustrado por Kunitomo Yasuyuki.                                                   | [ 3 ] |
| 1987 | Hi no Tori: Uchū-hen                                                   | Yoshiaki Kawajiri                                                                                                | 21 de diciembre de 1987      | 21 de diciembre de 1987     | 1    | Secuela de Hi no Tori: Yamato-hen.                                                                                | [ 3 ] |
| 1988 | Kaze no Matasaburō                                                     | Rintarō | 20 de agosto de 1988         | 20 de agosto de 1988        | 1    | Historia original.                                                                                                | [ 3 ] |
| 1988 | Deimos no Hanayome: Ran no Kumikyoku                                   | Rintarō | 31 de agosto de 1988         | 31 de agosto de 1988        | 1    | Adaptación del manga escrito por Etsuko Ikeda e ilustrado por Yūho Ashibe.                                        | [ 3 ] |
| 1988 | Donguri to Yamaneko                                                    | Toshio Hirata | 30 de septiembre de 1988     | 30 de septiembre de 1988    | 1    | Historia original.                                                                                                | [ 3 ] |
| 1988 | Makai Toshi Shinjuku                                                   | Yoshiaki Kawajiri                                                                                                | 25 de octubre de 1988        | 25 de octubre de 1988       | 1    | Adaptación de la novela escrita por Hideyuki Kikuchi.                                                             | [ 3 ] |
| 1988 | Kaze wo Nuke!                                                          | Noboru Furuse Takamasa Ikegami                                                                                   | 16 de diciembre de 1988      | 16 de diciembre de 1988     | 1    | Adaptación del manga escrito e ilustrado por Motoka Murakami.                                                     | [ 3 ] |
| 1988 | Yōsei Ō                                                                | Katsuhisa Yamada                                                                                                 | 21 de diciembre de 1988      | 21 de diciembre de 1988     | 1    | Adaptación del manga escrito e ilustrado por Ryōko Yamagishi.                                                     | [ 3 ] |
| 1989 | Midnight Eye: Gokū                                                     | Yoshiaki Kawajiri                                                                                                | 27 de enero de 1989          | 27 de enero de 1989         | 1    | Adaptación del manga escrito e ilustrado por Buichi Terasawa.                                                     | [ 3 ] |
| 1989 | Midnight Eye: Gokū II                                                  | Yoshiaki Kawajiri                                                                                                | 22 de diciembre de 1989      | 22 de diciembre de 1989     | 1    | Secuela de Midnight Eye: Gokū.                                                                                    | [ 3 ] |
| 1990 | Eguchi Hisashi no Nantoka Narudesho!                                   | Minoru Kawasaki                                                                                                  | 25 de enero de 1990          | 25 de enero de 1990         | 1    | Adaptación del manga escrito e ilustrado por Hisashi Eguchi.                                                      | [ 3 ] |
| 1990 | Cyber City Oedo 808                                                    | Yoshiaki Kawajiri                                                                                                | 21 de junio de 1990          | 4 de octubre de 1991        | 3    | Historia original.                                                                                                | [ 3 ] |
| 1990 | Lodoss-tō Senki                                                        | Akinori Nagaoka                                                                                                  | 30 de junio de 1990          | 23 de noviembre de 1991     | 13   | Adaptación de la novela ligera escrita por Ryō Mizuno e ilustrada por Yutaka Izubuchi.                            | [ 3 ] |
| 1990 | Nineteen                                                               | Kōichi Chigira                                                                                                   | 27 de julio de 1990          | 27 de julio de 1990         | 1    | Adaptación del manga escrito e ilustrado por Shō Kitagawa.                                                        | [ 3 ] |
| 1990 | Mamono Hunter Yōko                                                     | Katsuhisa Yamada                                                                                                 | 1 de diciembre de 1990       | 1 de julio de 1995          | 5    | Historia original.                                                                                                | [ 3 ] |
| 1991 | Anime Kōkyōshi: Jungle Taitei                                          | Toshio Hirata | 1 de abril de 1991           | 1 de abril de 1991          | 1    | Adaptación del manga escrito e ilustrado por Osamu Tezuka.                                                        | [ 3 ] |
| 1991 | Yūkan Club                                                             | Setsuko Shibuichi                                                                                                | 25 de julio de 1991          | 14 de diciembre de 1991     | 2    | Adaptación del manga escrito e ilustrado por Yukari Ichijō.                                                       | [ 3 ] |
| 1991 | Teito Monogatari                                                       | Rintarō | 27 de septiembre de 1991     | 25 de septiembre de 1992    | 4    | Adaptación de la novela escrita por Hiroshi Aramata.                                                              | [ 3 ] |
| 1992 | Zetsuai 1989                                                           | Takuji Endō | 29 de julio de 1992          | 29 de julio de 1992         | 1    | Adaptación del manga escrito e ilustrado por Minami Ozaki.                                                        | [ 3 ] |
| 1992 | OZ                                                                     | Katsuhisa Yamada                                                                                                 | 28 de agosto de 1992         | 25 de septiembre de 1992    | 2    | Adaptación del manga escrito e ilustrado por Natsumi Itsuki.                                                      | [ 3 ] |
| 1992 | Down Load: Namu Amida Butsu wa Ai no Uta                               | Rintarō | 18 de diciembre de 1992      | 18 de diciembre de 1992     | 1    | Historia original.                                                                                                | [ 3 ] |
| 1993 | Oshare Kozō wa Hanamaru                                                | Takuji Endō | 23 de abril de 1993          | 23 de abril de 1993         | 1    | Adaptación del manga escrito e ilustrado por Tsueko Azumi.                                                        | [ 3 ] |
| 1993 | Singles                                                                | Tsukasa Abe | 28 de mayo de 1993           | 28 de mayo de 1993          | 1    | Adaptación del manga escrito e ilustrado por Mari Fujimura.                                                       | [ 3 ] |
| 1993 | Gunnm                                                                  | Hiroshi Fukutomi                                                                                                 | 21 de junio de 1993          | 21 de agosto de 1993        | 2    | Adaptación del manga escrito e ilustrado por Yukito Kishiro.                                                      | [ 3 ] |
| 1993 | Pops                                                                   | Morio Asaka | 25 de junio de 1993          | 25 de junio de 1993         | 1    | Adaptación del manga escrito e ilustrado por Ryō Ikuemi.                                                          | [ 3 ] |
| 1993 | Oedo wa Nemurenai!                                                     | Kōichi Chigira                                                                                                   | 23 de julio de 1993          | 23 de julio de 1993         | 1    | Adaptación del manga escrito e ilustrado por Keiko Honda.                                                         | [ 3 ] |
| 1993 | Kiss wa Hitomi ni Shite                                                | Tomihiko Ōkubo                                                                                                   | 27 de agosto de 1993         | 27 de agosto de 1993        | 1    | Adaptación del manga escrito e ilustrado por Rinko Ueda.                                                          | [ 3 ] |
| 1993 | A-Girl                                                                 | Kitarō Kōsaka | 24 de septiembre de 1993     | 24 de septiembre de 1993    | 1    | Adaptación del manga escrito e ilustrado por Fusako Kuramochi.                                                    | [ 3 ] |
| 1993 | Mermaid Saga                                                           | Morio Asaka | 24 de septiembre de 1993     | 24 de septiembre de 1993    | 1    | Secuela de Ningyo no Mori.                                                                                        | [ 3 ] |
| 1993 | The Cockpit                                                            | Yoshiaki Kawajiri Takashi Imanishi Ryōsuke Takahashi                                                             | 22 de octubre de 1993        | 21 de enero de 1994         | 3    | Adaptación del manga escrito e ilustrado por Leiji Matsumoto.                                                     | [ 3 ] |
| 1994 | Natsuki Crisis                                                         | Jun'ichi Sakata Kōichi Chigira                                                                                   | 23 de febrero de 1994        | 21 de abril de 1994         | 2    | Adaptación del manga escrito e ilustrado por Hirohisa Tsuruta.                                                    | [ 3 ] |
| 1994 | Final Fantasy                                                          | Rintarō | 21 de marzo de 1994          | 21 de julio de 1994         | 4    | Adaptación del videojuego desarrollado por Square Enix.                                                           | [ 3 ] |
| 1994 | Shin Kujakuō                                                           | Rintarō | 20 de mayo de 1994           | 17 de junio de 1994         | 2    | Secuela de Kujakuō.                                                                                               | [ 3 ] |
| 1994 | Bronze: Kōji Nanjo Cathexis                                            | Rintarō | 6 de julio de 1994           | 6 de julio de 1994          | 1    | Adaptación del manga escrito e ilustrado por Minami Ozaki.                                                        | [ 3 ] |
| 1994 | Yūgen Kaisha                                                           | Morio Asaka | 25 de agosto de 1994         | 25 de febrero de 1995       | 4    | Historia original.                                                                                                | [ 3 ] |
| 1995 | DNA² OVA                                                               | Jun'ichi Sakata                                                                                                  | 21 de febrero de 1995        | 25 de junio de 1995         | 3    | Secuela de DNA².                                                                                                  | [ 3 ] |
| 1995 | Bio Hunter                                                             | Yūzō Satō | 8 de diciembre de 1995       | 8 de diciembre de 1995      | 1    | Adaptación del manga escrito e ilustrado por Fujihiko Hosono.                                                     | [ 3 ] |
| 1996 | Tetsuwan Birdy                                                         | Yoshiaki Kawajiri                                                                                                | 25 de julio de 1996          | 25 de febrero de 1997       | 4    | Adaptación del manga escrito e ilustrado por Masami Yūki.                                                         | [ 3 ] |
| 1997 | Vampire Hunter                                                         | Masashi Ikeda | 21 de marzo de 1997          | 27 de marzo de 1998         | 4    | Adaptación del videojuego desarrollado por Capcom.                                                                | [ 3 ] |
| 1997 | Psycho Diver: Mashō Bosatsu                                            | Mamoru Kanbe | 21 de mayo de 1997           | 21 de mayo de 1997          | 1    | Adaptación de la novela escrita por Baku Yumemakura. Coproducción junto a Studio Junio.                           | [ 3 ] |
| 1998 | Shihaisha no Tasogare                                                  | Akiyuki Simbo | 21 de enero de 1998          | 21 de enero de 1998         | 1    | Adaptación del manga escrito e ilustrado por Saki Okuse.                                                          | [ 3 ] |
| 1998 | DNA Sights 999.9                                                       | Masayuki Kojima                                                                                                  | 18 de diciembre de 1998      | 18 de diciembre de 1998     | 1    | Adaptación del manga escrito e ilustrado por Leiji Matsumoto.                                                     | [ 3 ] |
| 1999 | Master Keaton OVA                                                      | Masayuki Kojima                                                                                                  | 22 de diciembre de 1999      | 21 de junio de 2000         | 15   | Secuela de Master Keaton.                                                                                         | [ 3 ] |
| 2001 | X OVA                                                                  | Yoshiaki Kawajiri                                                                                                | 25 de agosto de 2001         | 25 de agosto de 2001        | 1    | Secuela de Tokyo Babylon.                                                                                         | [ 3 ] |
| 2002 | Trava: Fist Planet                                                     | Katsuhito Ishii Takeshi Koike                                                                                    | 2 de marzo de 2002           | 3 de julio de 2002          | 4    | Historia original.                                                                                                | [ 3 ] |
| 2002 | Galaxy Angel Music Collection: Shōen to Shien no Cassoulet             | Morio Asaka Yoshimitsu Ōhashi                                                                                    | 25 de abril de 2002          | 25 de abril de 2002         | 1    | Historia original.                                                                                                | [ 3 ] |
| 2002 | Space Pirate Captain Herlock: Outside Legend - The Endless Odyssey     | Rintarō | 21 de diciembre de 2002      | 21 de diciembre de 2003     | 13   | Adaptación del manga escrito e ilustrado por Leiji Matsumoto.                                                     | [ 3 ] |
| 2003 | Piyoko ni Omakase pyo!                                                 | Hiroaki Sakurai                                                                                                  | 21 de marzo de 2003          | 3 de mayo de 2003           | 8    | Historia original.                                                                                                | [ 3 ] |
| 2003 | Hitsuji no Uta                                                         | Gisaburō Sugii                                                                                                   | 25 de mayo de 2003           | 25 de febrero de 2004       | 4    | Adaptación del manga escrito e ilustrado por Leiji Matsumoto.                                                     | [ 3 ] |
| 2003 | The Animatrix                                                          | Kōji Morimoto Shin'ichirō Watanabe Mahiro Maeda Peter Chung Andy Jones Yoshiaki Kawajiri Takeshi Koike           | 3 de junio de 2003           | 3 de junio de 2003          | 9    | Antología basada en el mundo de ficción de la trilogía Matrix. Coproducción junto a Square Pictures y Studio 4°C. | [ 3 ] |
| 2003 | Hajime no Ippo: Mashiba vs. Kimura                                     | Hitoshi Nanba | 5 de septiembre de 2003      | 5 de septiembre de 2003     | 1    | Secuela de Hajime no Ippo: Champion Road.                                                                         | [ 3 ] |
| 2003 | Aquarian Age: Saga II - Don't Forget Me...                             | Fumie Muroi | 21 de noviembre de 2003      | 21 de noviembre de 2003     | 1    | Secuela de Aquarian Age: Sign for Evolution.                                                                      | [ 3 ] |
| 2004 | Galaxy Angel S                                                         | Shigehito Takayanagi                                                                                             | 23 de abril de 2004          | 23 de abril de 2004         | 1    | Historia original de Galaxy Angel 3.                                                                              | [ 3 ] |
| 2004 | Honō no Mirage: Minagiwa no Hangyakusha                                | Fumie Muroi | 28 de julio de 2004          | 26 de noviembre de 2004     | 3    | Secuela de Honō no Mirage.                                                                                        | [ 3 ] |
| 2005 | Otogi Jūshi Akazukin OVA                                               | Tetsurō Araki | 20 de febrero de 2005        | 20 de febrero de 2005       | 1    | Historia original.                                                                                                | [ 3 ] |
| 2005 | Tenjō Tenge: The Ultimate Fight                                        | Toshifumi Kawase                                                                                                 | 16 de marzo de 2005          | 16 de marzo de 2005         | 2    | Secuela de Tenjō Tenge.                                                                                           | [ 3 ] |
| 2005 | Tenjō Tenge: The Past Chapter                                          | Toshifumi Kawase                                                                                                 | 30 de marzo de 2005          | 30 de marzo de 2005         | 1    | Adaptación del manga escrito e ilustrado por Oh! Great.                                                           | [ 3 ] |
| 2005 | Ichigo 100% OVA                                                        | Tomoki Kobayashi                                                                                                 | 20 de junio de 2005          | 31 de octubre de 2005       | 4    | Secuela de Ichigo 100%: Koi ga Hajimaru?! Satsuei Gasshuku - Yureru Kokoro ga Higashi e Nishi e.                  | [ 3 ] |
| 2005 | Saint Beast: Ikusen no Hiru to Yoru-hen                                | Masayuki Sakoi                                                                                                   | 17 de diciembre de 2005      | 18 de marzo de 2006         | 2    | Historia original.                                                                                                | [ 3 ] |
| 2006 | Hellsing Ultimate                                                      | Yasuhiro Matsumura                                                                                               | 10 de febrero de 2006        | 26 de diciembre de 2012     | 10   | Secuela de Hellsing: The Dawn. Coproducción junto a Satelight y Graphinica.                                       | [ 3 ] |
| 2007 | Nasu: Suitcase no Wataridori                                           | Kitarō Kōsaka | 24 de octubre de 2007        | 24 de octubre de 2007       | 1    | Secuela de Nasu: Andalusia no Natsu.                                                                              | [ 3 ] |
| 2008 | Batman: Gotham Knight                                                  | Futoshi Higashide Hiroshi Morioka Jong-Sik Nam Shōjirō Nishimi Toshiyuki Kubooka Yasuhiro Aoki Yoshiaki Kawajiri | 8 de julio de 2008           | 8 de julio de 2008          | 6    | Historia original basada en Batman de DC Comics.                                                                  | [ 3 ] |
| 2010 | Chi's Sweet Home: Chi to Kocchi, Deau.                                 | Mitsuyuki Masuhara                                                                                               | 23 de abril de 2010          | 23 de abril de 2010         | 1    | Secuela de Chi's Sweet Home: Atarashii Ōchi.                                                                      | [ 3 ] |
| 2010 | Black Lagoon: Roberta's Blood Trail                                    | Sunao Katabuchi                                                                                                  | 27 de junio de 2010          | 22 de junio de 2011         | 5    | Secuela de Black Lagoon: The Second Barrage.                                                                      | [ 3 ] |
| 2011 | Supernatural The Animation                                             | Atsuko Ishizuka Shigeyuki Miya                                                                                   | 23 de febrero de 2011        | 27 de abril de 2011         | 22   | Historia original basada en la serie de televisión estadounidense Supernatural creada por Eric Kripke.            | [ 3 ] |
| 2011 | Highschool of the Dead: Drifters of the Dead                           | Tetsurō Araki | 26 de abril de 2011          | 26 de abril de 2011         | 1    | Historia original de Highschool of the Dead.                                                                      | [ 3 ] |
| 2012 | Arata naru Sekai: World's/Start/Load/End                               | Yuzuru Tachikawa                                                                                                 | 20 de octubre de 2012        | 20 de octubre de 2012       | 1    | Historia original.                                                                                                | [ 3 ] |
| 2013 | Iron Man: Rise of Technovore                                           | Hiroshi Hamasaki                                                                                                 | 16 de abril de 2013          | 16 de abril de 2013         | 1    | Historia original basada en el personaje Iron Man de Marvel.                                                      | [ 3 ] |
| 2013 | Chihayafuru 2: Waga Miyo ni Furu Nagame Shima ni                       | Morio Asaka | 13 de septiembre de 2013     | 13 de septiembre de 2013    | 1    | Episodio incluido con el volumen 22 del manga.                                                                    | [ 3 ] |
| 2014 | Diamond no Ace OVA                                                     | Takayuki Hamana                                                                                                  | 17 de noviembre de 2014      | 17 de marzo de 2015         | 3    | Historia original de Diamond no Ace.                                                                              | [ 3 ] |
| 2015 | One Punch-Man: Road to Hero                                            | Shingo Natsume                                                                                                   | 4 de diciembre de 2015       | 4 de diciembre de 2015      | 1    | Historia original de One Punch-Man.                                                                               | [ 3 ] |
| 2016 | Diamond no Ace: Second Season OVA                                      | Takayuki Hamana                                                                                                  | 15 de agosto de 2016         | 17 de octubre de 2016       | 12   | Episodios incluidos con los volúmenes 4 y 5 del manga Diamond no Ace Act II.                                      | [ 3 ] |
| 2017 | Cardcaptor Sakura: Clear Card-hen Prologue - Sakura to Futatsu no Kuma | Morio Asaka | 13 de septiembre de 2017     | 13 de septiembre de 2017    | 1    | Secuela de Cardcaptor Sakura.                                                                                     | [ 3 ] |
| 2020 | ACCA: 13-ku Kansatsu-ka - Regards                                      | Shingo Natsume                                                                                                   | 14 de febrero de 2020        | 14 de febrero de 2020       | 1    | Secuela de ACCA: 13-ku Kansatsu-ka.                                                                               | [ 3 ] |

### Especiales
| Año  | Título                                                                               | Director(es)                                           | Fecha de primera transmisión | Fecha de última transmisión | Eps. | Notas                                                                                       | Refs. |
| ---- | ------------------------------------------------------------------------------------ | ------------------------------------------------------ | ---------------------------- | --------------------------- | ---- | ------------------------------------------------------------------------------------------- | ----- |
| 1988 | Natsufuku no Shōjo-tachi                                                             | Desconocido                                            | 7 de agosto de 1988          | 7 de agosto de 1988         | 1    | Historia original.                                                                          | [ 3 ] |
| 1993 | Hiroshima ni Ichiban Densha ga Hashitta                                              | Desconocido                                            | 6 de agosto de 1993          | 6 de agosto de 1993         | 1    | Historia original.                                                                          | [ 3 ] |
| 1993 | X²: Double X                                                                         | Rintarō                                                | 21 de noviembre de 1993      | 21 de noviembre de 1993     | 1    | Adaptación del manga escrito e ilustrado por CLAMP.                                         | [ 3 ] |
| 1994 | Yūgen Kaisha: Jiken File 00 - Hajimari wa Ayashiku mo Hanayaka ni                    | Jun'ichi Sakata Kōichi Chigira Morio Asaka Takuji Endō | 25 de julio de 1994          | 25 de julio de 1994         | 1    | Historia original.                                                                          | [ 3 ] |
| 1996 | Yawara!: Zutto Kimi no Koto ga...                                                    | Morio Asaka                                            | 19 de julio de 1996          | 19 de julio de 1996         | 1    | Secuela de Yawara!.                                                                         | [ 3 ] |
| 1999 | Clover                                                                               | Kitarō Kōsaka                                          | 21 de agosto de 1999         | 21 de agosto de 1999        | 1    | Adaptación del manga escrito por CLAMP y Nanase Ōkawa e ilustrado por Apapa Mokona y CLAMP. | [ 3 ] |
| 2003 | Hajime no Ippo: Boxer no Kobushi                                                     | Ken'ichi Kawamura                                      | 21 de marzo de 2003          | 21 de marzo de 2003         | 1    | Episodio especial incluido en el lanzamiento del DVD.                                       | [ 3 ] |
| 2003 | Hajime no Ippo: Champion Road                                                        | Satoshi Nishimura                                      | 18 de abril de 2003          | 18 de abril de 2003         | 1    | Secuela de Hajime no Ippo.                                                                  | [ 3 ] |
| 2004 | Ichigo 100%: Koi ga Hajimaru?! Satsuei Gasshuku - Yureru Kokoro ga Higashi e Nishi e | Osamu Sekita                                           | 23 de septiembre de 2004     | 23 de septiembre de 2004    | 1    | Secuela de Ichigo 100%.                                                                     | [ 3 ] |
| 2006 | Taiyō no Mokushiroku: A Spirit of the Sun                                            | Masayuki Kojima                                        | 17 de septiembre de 2006     | 18 de septiembre de 2006    | 2    | Adaptación del manga escrito e ilustrado por Kaiji Kawaguchi.                               | [ 3 ] |
| 2007 | Death Note: Rewrite                                                                  | Tetsurō Araki                                          | 31 de agosto de 2007         | 22 de agosto de 2008        | 2    | Versión reeditada de la serie de anime Death Note.                                          | [ 3 ] |
| 2015 | One Punch-Man Specials                                                               | Shingo Natsume                                         | 24 de diciembre de 2015      | 27 de mayo de 2016          | 6    | Especiales incluidos en los lanzamientos de Blu-ray y DVD de One Punch-Man.                 | [ 3 ] |

## Colaboraciones
El estudio Madhouse también ha realizado diversas colaboraciones con estudios externos, principalmente de Estados Unidos. Entre sus trabajos, se cuenta:
- Square Enix en la OVA Last Order -Final Fantasy VII-.
- Capcom para la serie basada en la franquicia Devil May Cry.
- Tres de las películas de Hayao Miyazaki en conjunto con el estudio Ghibli.
- Warner Entertainment en varias ocasiones: hicieron los cortos Program y World Record de Animatrix, In Darkness Dwells de Batman: Gotham Knight junto con DC Entertainment y actualmente están haciendo la versión animada de Supernatural.
- Disney, con la animación Stitch!, ayudando para la primera y segunda temporada.
- Marvel Entertainment, formando el proyecto Marvel Anime para sacar 4 mini-series de los personajes Iron Man, Wolverine, X-Men y Blade entre el 2010 y el 2011.
- Colaboración con el estudio Pierrot para los capítulos 473 al 479 de Naruto Shippuden.